# Dionysia
Dionysia — рід грибів. Назва вперше опублікована 1952 року.

## Класифікація
До роду Dionysia відносять 2 види:
- Dionysia capitata
- Dionysia coronata